# Apollyon Sun
Az Apollyon Sun svájci indusztriális metal/trip-hop együttes volt. A zenekart a Celtic Frost énekese, Thomas Gabriel Fischer (Tom Warrior) és Erol Unala gitáros alapította 1995-ben, miután a Celtic Frost feloszlott. Nevüket a Celtic Frost Under Apollyon’s Sun című demó albumáról kapták. A zenekar két demót, két középlemezt és egy nagylemezt jelentetett meg. 1995-ben alakultak és 2001-ig tevékenykedtek. Az Apollyon Sun jövője ismeretlen, ugyanis mióta Unala és Fischer visszatértek a Celtic Frostba, a projekt nem jelentetett meg új albumot. Az Apollyon Sun 2001-ben dalokat szervezett a Flesh című, tervezett második stúdióalbumhoz, a lemez végül demó album maradt, ugyanis Fischer és Unala visszatértek a Celtic Frostba.

## Tagok
- Thomas Gabriel Fischer
- Erol Unala
- Donovan John
- Szypura
- Roger Muller
- Dany Zingg
- Stephen Priestly
- Marky Edelmann

## Diszkográfia
- Industry (demó, 1997)
- God Leaves (and Dies) (EP, 1998)
- Sub (2000)
- Sub Sampler (EP, 2000)
- Flesh (demó, 2001)